# Arawa decoloratus
Arawa decoloratus är en insektsart som beskrevs av Evans 1941. Arawa decoloratus ingår i släktet Arawa och familjen dvärgstritar. Inga underarter finns listade i Catalogue of Life.